# Boussu-lez-Walcourt
Boussu-lez-Walcourt (wa. Boussu-dlé-Walcoû) – dzielnica (section) gminy Froidchapelle w Belgii, w Regionie Walońskim, w prowincji Hainaut, w okręgu Thuin. 1 stycznia 2020 roku liczyła 797 mieszkańców. Do 31 grudnia 1976 r. samodzielna gmina. 

## Demografia
Liczba mieszkańców, stan na 1 stycznia:
| Rok                | 1930 | 1947 | 1961 | 2020 |
| ------------------ | ---- | ---- | ---- | ---- |
| Liczba mieszkańców | 835  | 765  | 738  | 797  |